# 奥克塔维亚·诺瓦茨卡
奥克塔维亚·玛丽亚·诺瓦茨卡（波蘭語：Oktawia Maria Nowacka；[ɔkˈtavʲa nɔˈvat͡ska]；1991年1月2日—），是一名波兰女子现代五项运动员，在2016年里约奥运会上获得女子现代五项铜牌。之前她获得过2015年世界现代五项锦标赛金牌。